# Wiesław Kondracki
Wiesław Kondracki (ur. 15 października 1938 w Szkopach, zm. 5 marca 2024 w Sokołowie Podlaskim) – polski inżynier, rolnik, ekonomista i polityk, poseł na Sejm X kadencji (1989–1991).

## Życiorys
Syn Stanisława i Marianny. Ukończył w 1981 studia na Wydziale Ekonomiczno-Rolnicznym Szkoły Głównej Gospodarstwa Wiejskiego w Warszawie. W 1961 został zatrudniony w zakładzie leczniczo-wychowawczym w Wirowie, pracował jako zaopatrzeniowiec, księgowy i główny księgowy. W latach 1968–1973 pracował w Prezydium Powiatowej Rady Narodowej w Sokołowie Podlaskim. Był tam kierownikiem Wydziału Handlu, Przemysłu i Usług. W 1969 ponadto podjął pracę w Rolniczej Spółdzielni Produkcyjnej w Morszkowie, gdzie od 1973 pełnił funkcję prezesa.
W 1978 wstąpił do Polskiej Zjednoczonej Partii Robotniczej, z jej ramienia był radnym Gminnej Rady Narodowej w Jabłonnie Lackiej. W 1989 uzyskał mandat posła na Sejm kontraktowy z okręgu siedleckiego. Zasiadał w Komisji Stosunków Gospodarczych z Zagranicą i Gospodarki Morskiej, na koniec kadencji należał do Parlamentarnego Klubu Lewicy Demokratycznej. Nie ubiegał się o reelekcję. Związał się z Sojuszem Lewicy Demokratycznej, kandydował w 2002 z ramienia tego ugrupowania do rady powiatu sokołowskiego, a w 2014 do Sejmiku Województwa Mazowieckiego.
Został pochowany na cmentarzu w Gródku.

## Odznaczenia
- Złoty Krzyż Zasługi (1983)
- Srebrny Krzyż Zasługi (1977)
- Medal 40-lecia Polski Ludowej (1984)[3]